# ブラボー (パチンコ)
ブラボーは、1981年に平和工業（現・平和）が開発、発売した同社初の超特電（現在でいうデジパチ）タイプパチンコ機。

## 特徴
- 当時「7の4つ揃い」で大当たりとなる機種が主流であった中、本機は3桁デジタルを採用。「777」に加えて「333」も大当たりとし、「二つの大逆転」というキャッチコピーが掲げられた。
- SANKYOの『フィーバー』に対抗する形でリリース。以降の同社製デジパチ機も『ブラボー』ブランドとして多く発売された。

## スペック
- 大当り
  - 確率：1/500（2/1000）
  - 出目：333、777
  - アタッカー解放時間：30秒×最大10回（カウント上限なし）
- 小当り
  - 確率：1/16.13（62/1000）
  - 出目：3が2つ停止、7が2つ停止、3・7以外の3つ揃い
  - アタッカー解放時間：10秒
- 賞球数 オール13